# Шірає (Решт)
Шірає (перс. شيرايه) — село в Ірані, у дегестані Кенар-Сар, у бахші Кучесфаган, шагрестані Решт остану Ґілян. За даними перепису 2006 року, його населення становило 990 осіб, що проживали у складі 292 сімей.

## Клімат
Середня річна температура становить 14,34°C, середня максимальна – 28,39°C, а середня мінімальна – -0,78°C. Середня річна кількість опадів – 1206 мм.
| Клімат поселення                              | Клімат поселення | Клімат поселення | Клімат поселення | Клімат поселення | Клімат поселення | Клімат поселення | Клімат поселення | Клімат поселення | Клімат поселення | Клімат поселення | Клімат поселення | Клімат поселення | Клімат поселення |
| Показник                                      | Січ.             | Лют.             | Бер.             | Квіт.            | Трав.            | Черв.            | Лип.             | Серп.            | Вер.             | Жовт.            | Лист.            | Груд.            |                  |
| Середній максимум, °C                         | 8,10             | 8,99             | 11,72            | 17,67            | 21,74            | 25,37            | 28,39            | 28,04            | 24,98            | 20,87            | 16,07            | 11,82            |                  |
| Середня температура, °C                       | 3,66             | 4,56             | 7,27             | 13,23            | 17,31            | 20,91            | 24,22            | 23,87            | 20,81            | 16,69            | 11,91            | 7,63             |                  |
| Середній мінімум, °C                          | −0,78            | 0,12             | 2,84             | 8,78             | 12,86            | 16,50            | 20,04            | 19,70            | 16,64            | 12,52            | 7,72             | 3,48             |                  |
| Норма опадів, мм                              | 119              | 97               | 88               | 48               | 47               | 32               | 31               | 63               | 139              | 214              | 182              | 146              |                  |
| Середньомісячна швидкість вітру, м/с          | 2.38             | 2.43             | 2.40             | 2.40             | 2.40             | 2.59             | 2.60             | 2.30             | 2.10             | 2.13             | 2.00             | 2.07             |                  |
| Середньомісячна сонячна радіація, кДж/м²·день | 6857             | 8939             | 10882            | 15509            | 19792            | 21879            | 22665            | 19050            | 15410            | 10659            | 8523             | 6531             |                  |
| --------------------------------------------- | ---------------- | ---------------- | ---------------- | ---------------- | ---------------- | ---------------- | ---------------- | ---------------- | ---------------- | ---------------- | ---------------- | ---------------- | ---------------- |
| Джерело:                                      |                  |                  |                  |                  |                  |                  |                  |                  |                  |                  |                  |                  |                  |